# Acantholimon minshelkense
Acantholimon minshelkense är en triftväxtart som beskrevs av Nikolai Vasilievich Pavlov. Acantholimon minshelkense ingår i släktet Acantholimon och familjen triftväxter. Inga underarter finns listade i Catalogue of Life.